# Amherst College
Amherst College è un college privato di arti liberali sito a Amherst, Massachusetts, Stati Uniti.
Amherst è un college esclusivo di lauree quadriennali di primo livello.
Nell'autunno del 2021 gli studenti iscritti erano 1971. Gli studenti scelgono 35 corsi da 35 programmi principali, in un insolito programma aperto. Oltre ad essere il più selettivo college, Amherst è classificato come il secondo miglior college di arti liberali negli USA da US News & World Report, e classificato quarto su tutti i college e università americani di Forbes.
Fondato nel 1821, Amherst era un college maschile fino a diventare misto nel 1975.
Amherst ha storicamente avuto stretti rapporti e rivalità con il Williams College e la Wesleyan University. È anche membro del Consorzio Five Colleges.

## Storia
Fondato nel 1821, il college è stato originariamente proposto come alternativa al Williams College, che stava lottando per rimanere aperto. Anche se Williams è rimasto aperto, Amherst è stato formato e si è discostato dalle sue radici nel Williams College, costituendo una istituzione a sé stante.

## Rettori
Presidenti del collegio:
- Sofonia Swift Moore 1821-1823
- Heman Humphrey, 1823-1845
- Edward Hitchcock, 1845-1854
- William Augustus Stearns, 1854-1876
- Julius Hawley Seelye, 1876-1890
- Merrill Edward Gates, 1890-1899
- George Harris, 1899-1912
- Alexander Meiklejohn, 1912-1924
- George Daniel Olds, 1924-1927
- Arthur Stanley Pease, 1927-1932
- Stanley Re, 1932-1946
- Charles W. Cole, 1946-1960
- Calvin Plimpton, 1960-1971
- John William Ward, 1971-1979
- Julian Gibbs, 1979-1983
- Peter R. Pouncey, 1984-1994
- Tom Gerety, 1994-2003
- Anthony Marx, 2003-2011
- Carolyn Martin, 2011-oggi

## Ammissioni
Amherst College è il più selettivo college di arti liberali negli Stati Uniti. Nel 2012, Amherst College ha stabilito un record per il basso tasso di accettazione globale dell'11,9% per i richiedenti matricola, con 1.020 su 8.555.

## Costi
Studi all'Amherst in sala, e la tassa di pensione per l'anno accademico 2012-13 è $ 55.510. Una volta si pagava 60.809 $ è 63.259 $
Si può avere anche un aiuto finanziario.

## Programma accademico
Amherst College dispone di 36 campus di studio (con 850 corsi) nel campo delle scienze, delle arti, lettere, matematica e informatica, scienze sociali, lingue straniere, studi classici, e diversi campi interdisciplinari (compresi gli studi premedicali) e fornisce un insolito programma aperto. Gli studenti non sono tenuti a studiare un programma comune o soddisfare tutti i requisiti di distribuzione e può anche progettare il proprio principale unico interdisciplinare. Si possono seguire i corsi avanzati, e le matricole possono seguire quelli introduttivi.